# Vufflens-le-Château
Vufflens-le-Château is een gemeente en plaats in het Zwitserse kanton Vaud, en maakt deel uit van het district Morges.
Vufflens-le-Château telt 692 inwoners.
Michael Schumacher heeft in Vufflens-le-Château gewoond. Ferdinand de Saussure was eigenaar van het kasteel.

## Geboren
- Alice van Berchem (1869-1953), maatschappelijk werkster
- Mick Schumacher (1999-), autocoureur in de Formule 1